# Publius Cipius Isocrysus

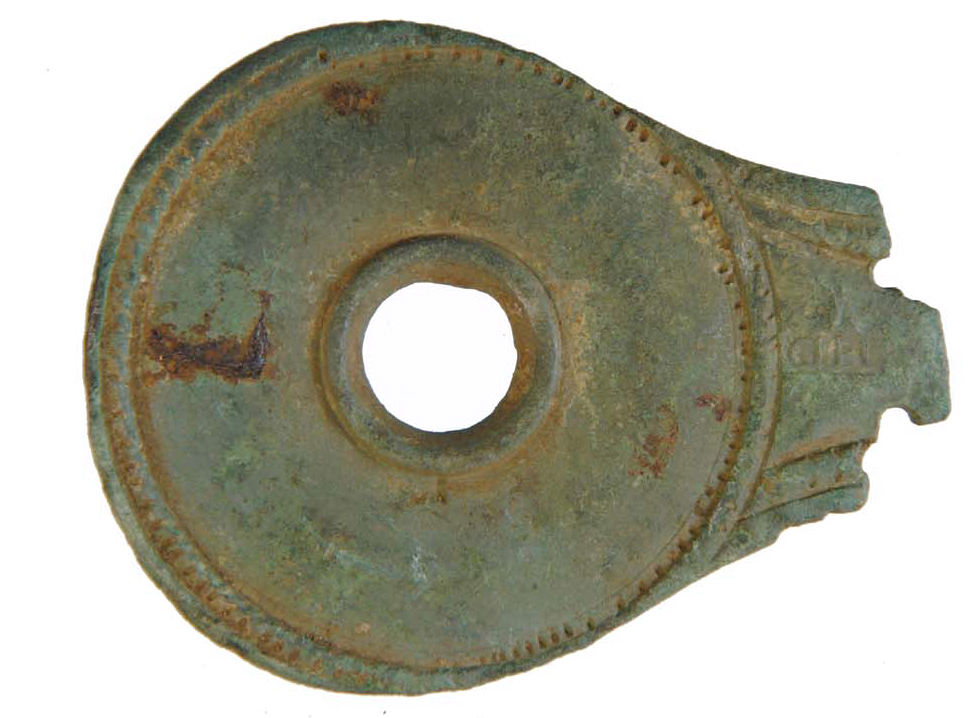
Endstück eines Griffs einer Kasserolle mit der Signatur CIPI, unter Umständen ein Stück aus der Werkstatt des Publius Cipius Isocrysus, North Lincolnshire Museum (160614)

Publius Cipius Isocrysus war ein antiker römischer Toreut (Metallbildner) aus Kampanien, sehr wahrscheinlich aus Capua.
Publius Cipius Isocrysus ist heute nur noch aufgrund von sieben Signaturstempeln bekannt. Weitere Informationen aus literarischen oder epigraphischen Quellen liegen nicht vor. Dennoch kann man davon ausgehen, dass er zur Gens der Cipier gehörte, die vor allem in Capua, aber zum Teil auch in Rom und Ostia lebte und mindestens in Capua und dessen Umland eine Reihe bedeutender toreutischer Unternehmen betrieb. Bekanntester und bedeutendster Vertreter der Familie war Publius Cipius Polybius. Das Cognomen Isocrysus weist auf eine griechische Herkunft hin; somit kann man annehmen, dass er ein Freigelassener war. Die Signatur bei den Stücken lauten unter anderem lateinisch P(ubli) Cipi Isocry(si) (P•CIPI•ISOCRY), lateinisch Cipi Isocri(si) (CIPI•ISOCRI) und lateinisch Cipi Isocr(ysi) (CIPI•ISOCR). Bei den beiden letzten Stücke in der Liste sind nur noch die Anfangsbuchstaben erhalten, weshalb es sich unter Umständen auch um einen anders zu ergänzenden Namen handeln kann. Möglich ist auch, dass sich unter den Stücken die nur mit Cipius signiert sind, Werke von Publius Cipius Isocrysus sind.
Heinrich Willers kannte in seiner vergleichenden Aufstellung der signierten Bronzen 1907 noch nur eines von Publius Cipius Isocrysus signierten Werken, das in Kroatien gefundene. Es ist seiner Meinung nach von Publius Cipius Nicomachus später exakt kopiert worden. Im Verlauf der nächsten 100 Jahre wurden weitere fünf Stücke mit Signatur gefunden.
Vier der sechs Bronzen wurden in Pompeji und damit in der relativen Nähe zum wahrscheinlichen Produktionsort Capua gefunden. Weitere Stücke fand man in den heutigen Ländern Niederlande und Kroatien. Es ist heute nicht mehr sicher zu sagen, ob diese außerhalb des eigentlichen Kernlandes gefundenen Stücke durch Handel oder im Zuge von Truppenbewegungen römischer Legionsverbände ihren späteren Fundplatz erreichten, wobei vor allem der Fund in den Niederlanden klar in einem militärischen Kontext zutage kam. Auf alle Fälle spricht die weite Fundstreuung für eine große Mobilität im römischen Reich. Bei den Stücken handelt es sich um:
1. Bronzekasserolle; gefunden in Pompeji, heute im Archäologischen Nationalmuseum Neapel, Inventarnummer Bronzi min. Sangiorgio 4791.[1]
2. Bronzekasserolle; gefunden in Pompeji, heute im Deposito Archeologico Pompei, Inventarnummer 1126.[2]
3. Bronzekasserolle; gefunden in Pompeji, heute im Deposito Archeologico Pompei, Inventarnummer 1719.[3]
4. Bronzekasserolle; gefunden in Pompeji, heute im Deposito Archeologico Pompei, Inventarnummer 13446.[4]
5. Bronzekasserolle; gefunden in Lobith (dem antiken Carvium) am Polder De Bijland in den Niederlanden, heute im Rijksmuseum van Oudheden in Leiden, Inventarnummer e 1930./12,2.[5]
6. Bronzekasserolle; gefunden in Sisak (Siscia) in Kroatien, heute im Arheološki muzej in Zagreb, Inventarnummer ?.[6]

## Einzelbelege
1. ↑  Richard Petrovszky: Studien zu römischen Bronzegefäßen mit Meisterstempeln. Leidorf, Buch am Erlbach 1993, S. 223, Nr. C.19.01.
2. ↑  Richard Petrovszky: Studien zu römischen Bronzegefäßen mit Meisterstempeln. Leidorf, Buch am Erlbach 1993, S. 223, Nr. C.19.02.
3. ↑  Richard Petrovszky: Studien zu römischen Bronzegefäßen mit Meisterstempeln. Leidorf, Buch am Erlbach 1993, S. 223, Nr. C.19.03.
4. ↑  Richard Petrovszky: Studien zu römischen Bronzegefäßen mit Meisterstempeln. Leidorf, Buch am Erlbach 1993, S. 223, Nr. C.19.04.
5. ↑  Richard Petrovszky: Studien zu römischen Bronzegefäßen mit Meisterstempeln. Leidorf, Buch am Erlbach 1993, S. 223, Nr. C.19.05.
6. ↑  Richard Petrovszky: Studien zu römischen Bronzegefäßen mit Meisterstempeln. Leidorf, Buch am Erlbach 1993, S. 223, Nr. C.19.06

| Personendaten    | Personendaten                              |
| ---------------- | ------------------------------------------ |
| NAME             | Cipius Isocrysus, Publius                  |
| ALTERNATIVNAMEN  | Isocrysus, Publius Cipius                  |
| KURZBESCHREIBUNG | antiker römischer Toreut                   |
| GEBURTSDATUM     | 1. Jahrhundert v. Chr. oder 1. Jahrhundert |
| STERBEDATUM      | 1. Jahrhundert oder 2. Jahrhundert         |